# Herbesthal

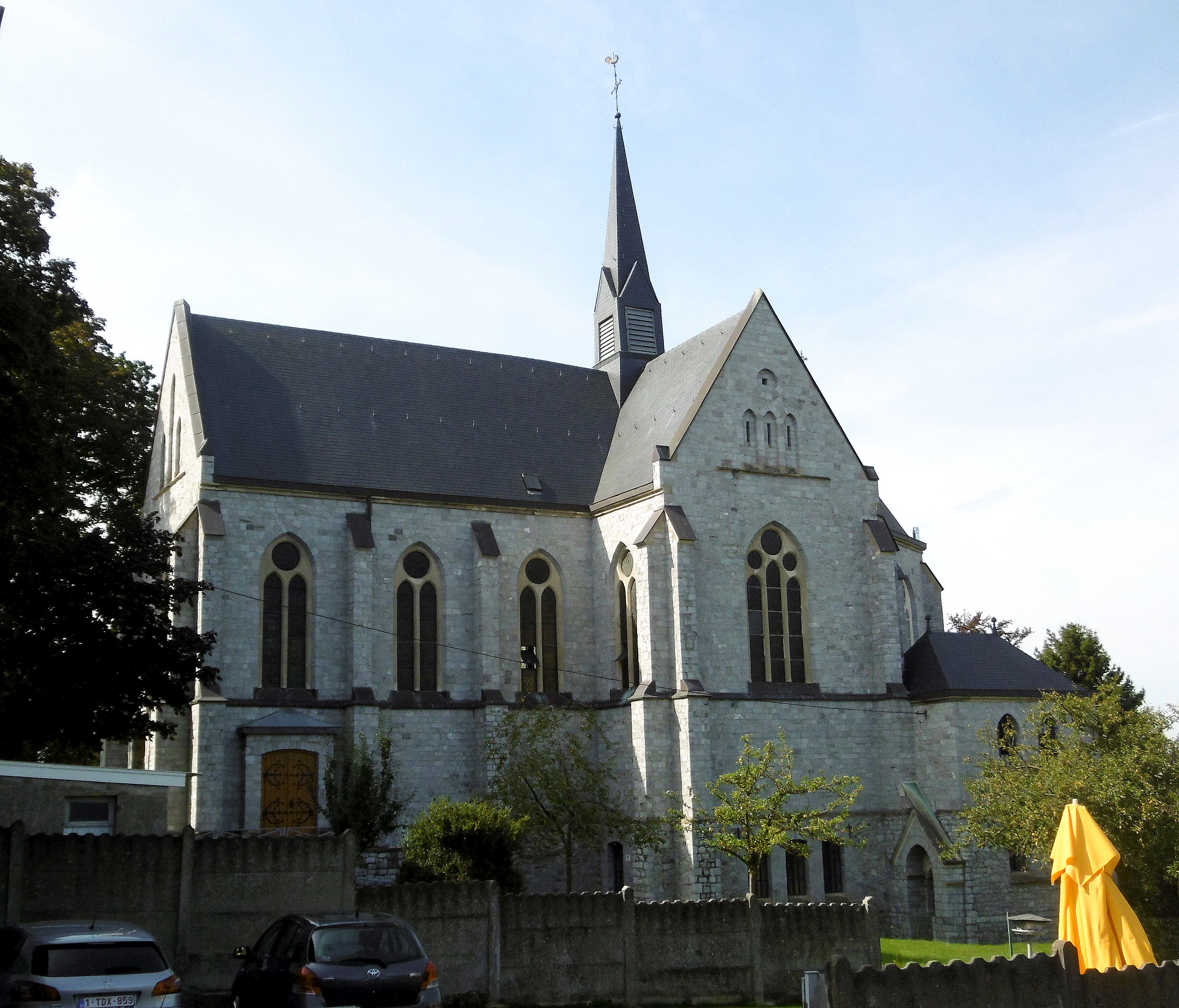
Ortskirche Mariae Heimsuchung

Herbesthal (Platdiets: Herbestel) ist eine Ortschaft der belgischen Gemeinde Lontzen, die zur Deutschsprachigen Gemeinschaft Belgiens gehört. Gegen Ende des 19. Jahrhunderts und Anfang des 20. Jahrhunderts war das Dorf, das sich an der Grenze zwischen dem Königreich Preußen und dem Königreich Belgien befand, dank seines Bahnhofs und seines Postamts international bekannt.

## Ursprung
Der Ursprung des Namens des Dorfes Herbesthal ist ungewiss. Der Ort findet eine erste Erwähnung im Staatsarchiv Lüttich unter dem Namen „Hardwestal“ (1404–1405). Verschiedene Quellen führen den Namen auf folgende Bedeutungen zurück: „Herberge im Tal“, „herbes Tal“, „Herberts Wohnort“ (das Wort „stal“ im Germanischen bedeutet Wohnort) oder gar „Eggental“ (die Egge ist ein landwirtschaftliches Gerät). Als sich das Dorf unter französischer Herrschaft befand (1794 bis 1814), hieß es „Aubergeval“, was mit „Herberge im Tal“ übersetzt werden kann.

## Geschichte

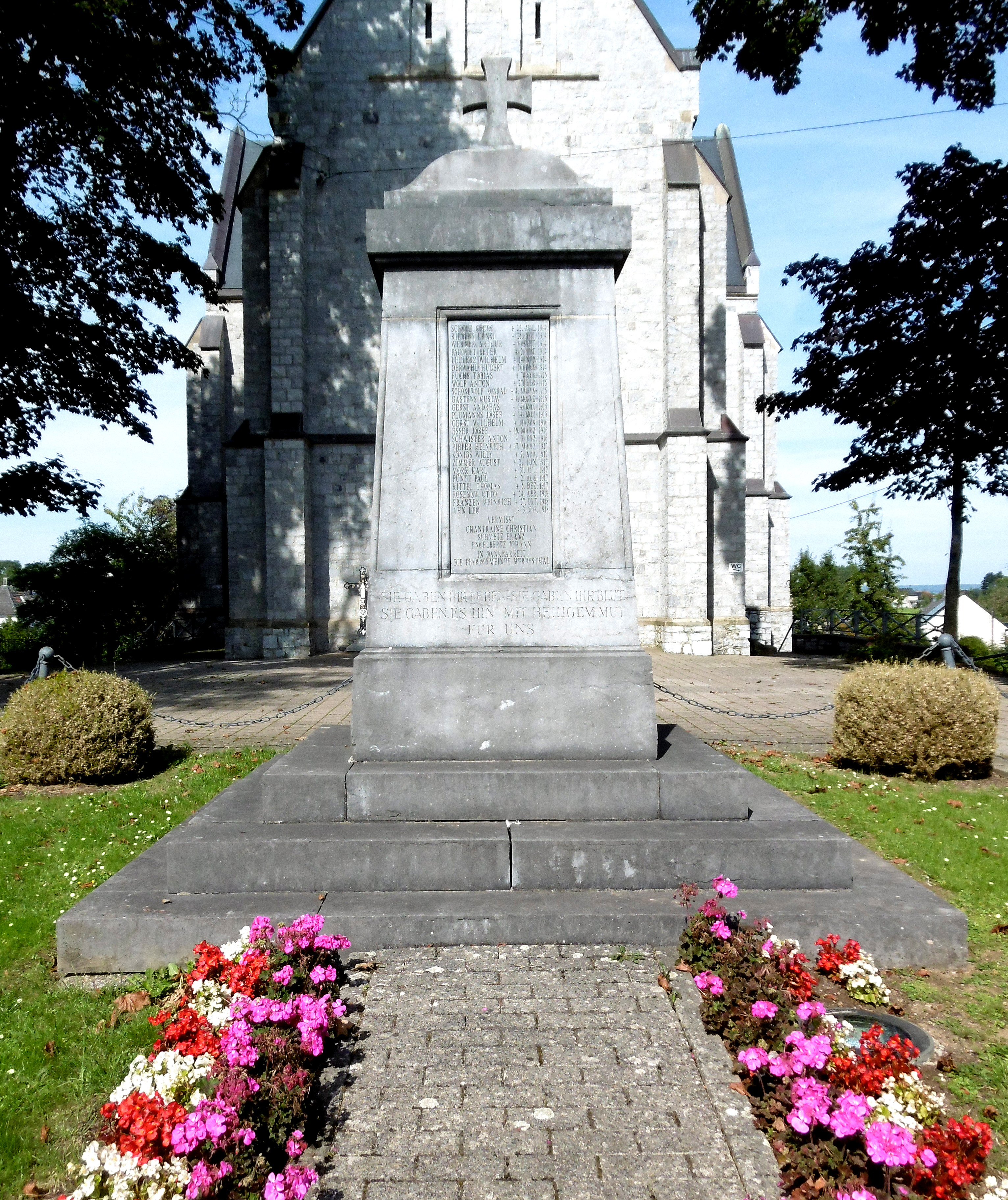
Denkmal für die Opfer beider Weltkriege

Die politische Zugehörigkeit der Ortschaft Herbesthal war äußerst wechselhaft:
- vor 1789: zur Hochbank Baelen, welche zum Herzogtum Limburg gehörte;
- 1797 bis 1815: als Teil der Gemeinde (Mairie) Welkenraedt zum französischen Département Ourthe;
- 1816 bis 1919: von Welkenraedt getrennt und an Lontzen angeschlossen zu Preußen (Regierungsbezirk Aachen, Rheinprovinz), später Deutsches Reich;
- 1920 bis 1940: nach dem Versailler Vertrag zum Königreich Belgien (Kreise Eupen-Malmedy, heute Ostkantone (Eupen, Malmedy und Sankt Vith)); zuerst unterstanden die neubelgischen Gemeinden in einer Übergangsphase der Militärverwaltung unter Herman Baltia, nach 1925 wurden sie vollständig in Belgien einverleibt;
- 1940 bis 1945: nach dem Einmarsch der deutschen Truppen am 10. Mai 1940 zum Deutschen Reich (Nazi-Deutschland);
- nach 1945: wieder zum Königreich Belgien; von 1973 bis 1983 zur „deutschen Kulturgemeinschaft“ Belgiens und seit 1983 zur Deutschsprachigen Gemeinschaft.

Herbesthal wurde 1906 als Pfarrei im rheinischen Erzbistum Köln gegründet. Herbesthal war in seiner Zeit als Teil des Deutschen Reichs Teil des Gebietes Eupen-Malmedy und gleichzeitig letzter deutscher Ort vor der Grenze zu Belgien. Tatsächlich stellte die Gemeindegrenze Herbesthals zu Welkenraedt die westliche Staatsgrenze des Deutschen Reiches dar. Diese Linie – die heutige Neutralstraße bzw. Rue Mitoyenne – ist heute die Grenze, welche die Deutschsprachige Gemeinschaft und die Französische Gemeinschaft Belgiens voneinander trennt.

## Bahnhof und Postgebäude

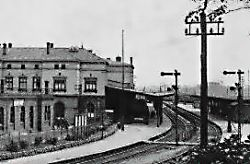
Alter Bahnhof Herbesthal

Der Ort Herbesthal ist sehr eng mit der Geschichte der Eisenbahn in Europa verbunden.
Nach der Unabhängigkeit Belgiens 1831 gab es bereits erste Kontakte mit Preußen, um neue Absatzmärkte zu schaffen. Ein Handelsvertrag sah bereits eine Eisenbahnlinie zwischen Antwerpen und Köln vor. Nach einigen Startproblemen wurde am 9. Juni 1837 die Rheinische Eisenbahn-Gesellschaft gegründet und am 21. August die Konzession zum Bau der Bahnstrecke von Köln über Düren und Aachen zur belgischen Grenze erteilt. Im Oktober 1843 war der Anschluss an Herbesthal fertiggestellt.
Mit Fertigstellung der Bahnstrecke Lüttich–Aachen entstand in Herbesthal der erste Grenzbahnhof Europas. Durch die Grenzlage musste in Herbesthal auch eine Zollabfertigungsanlage eingerichtet werden, was mit der Ankunft zahlreicher Zollbeamter zu einem großen Bevölkerungsanstieg im Dorf führte. Durch den Ausbau des Eisenbahnnetzes konnte Herbesthal mit anderen Zielorten verbunden werden, was den internationalen Charakter des Bahnhofs bestärkte. Auch der Güterverkehr konnte sich mit der Verfrachtung von Erzen aus den Galmeiminen im nahgelegenen Neutral-Moresnet entfalten.
Weitere Anschlüsse mit Eupen 1864 und – nachdem die Reichsbahn bzw. die Preußische Staatseisenbahn auf Bestreben Bismarcks gegründet wurde – mit der Vennbahn 1887 machten Herbesthal zu einem Knotenpunkt. Die Erhöhung dieses Verkehrsaufkommens erzwang den Bau eines neuen, größeren Bahnhofsgebäudes, das am 1. Oktober 1889 dem öffentlichen Verkehr übergeben wurde. Für das Bahnhofspersonal wurden in Herbesthal sogenannte „Eisenbahnsiedlungen“ gebaut.
Zwischen Ende 1938 und dem Überfall auf Belgien im Mai 1940 wenige Monate nach dem Beginn des Zweiten Weltkriegs spielte der Grenzbahnhof Herbesthal eine besondere Rolle bei den so genannten Kindertransporten. In diesem Zeitraum, wo sich in Deutschland die Judenverfolgung verschärfte und die Novemberpogrome 1938 stattfanden, wurden jüdische Kinder und Jugendliche aus dem Deutschen Reich von ihren Familien getrennt und teilweise ohne Wiedersehen nach dem Krieg unter anderem über den Bahnhof Herbesthal in das damals noch unbesetzte Königreich Belgien transportiert. Durch diese Aktion, die an mehreren Grenzbahnhöfen stattfand, konnten rund 15.000 Kinder und Jugendliche und allein über Herbesthal knapp 1.000 überleben und dem Zugriff der Nazi-Schergen entzogen werden. Dabei spielte sich zwischen dem 2. und 8. Januar 1939 ein dramatisches Ereignis ab, als die belgische Grenzpolizei in Herbesthal etwa 70 unbegleiteten jüdischen Kindern die Einreise nach Belgien verweigerte und sie ins Deutsche Reich zurückschickten.
Anlässlich des Internationalen Holocaust-Gedenktages am Sonntag, dem 27. Januar 2019, wurde dieser historischen Begebenheit gedacht und ein Denkmal zur Erinnerung an die jüdischen Kindertransporte aufgestellt und enthüllt. Es wurde von dem Aachener Künstler Sebastian Schmidt kreiert und zeigt eine abreisebereite Kindergruppe vor zwei alten originalgetreuen Güterwaggons. Ähnliche Initiativen gab es ebenfalls in den Bahnhöfen von London, Berlin, Hoek van Holland, Prag und Danzig. 
Bis Mitte der 1960er Jahre fanden in Herbesthal die Lokwechsel zwischen der deutschen und der belgischen Bahn statt. Danach wurde der Bahnhof zugunsten des nur wenige Kilometer entfernten Bahnhofneubaus im benachbarten Welkenraedt komplett aufgegeben und 1983 abgerissen. Originalstücke des ehemaligen Bahnhofs kann man in der Dorfgeschichtlichen Sammlung (DGS) in Lontzen besichtigen. Dazu zählen auch die Kaiserstühle, auf denen Kaiser Wilhelm II. anlässlich einer Reise weilte.

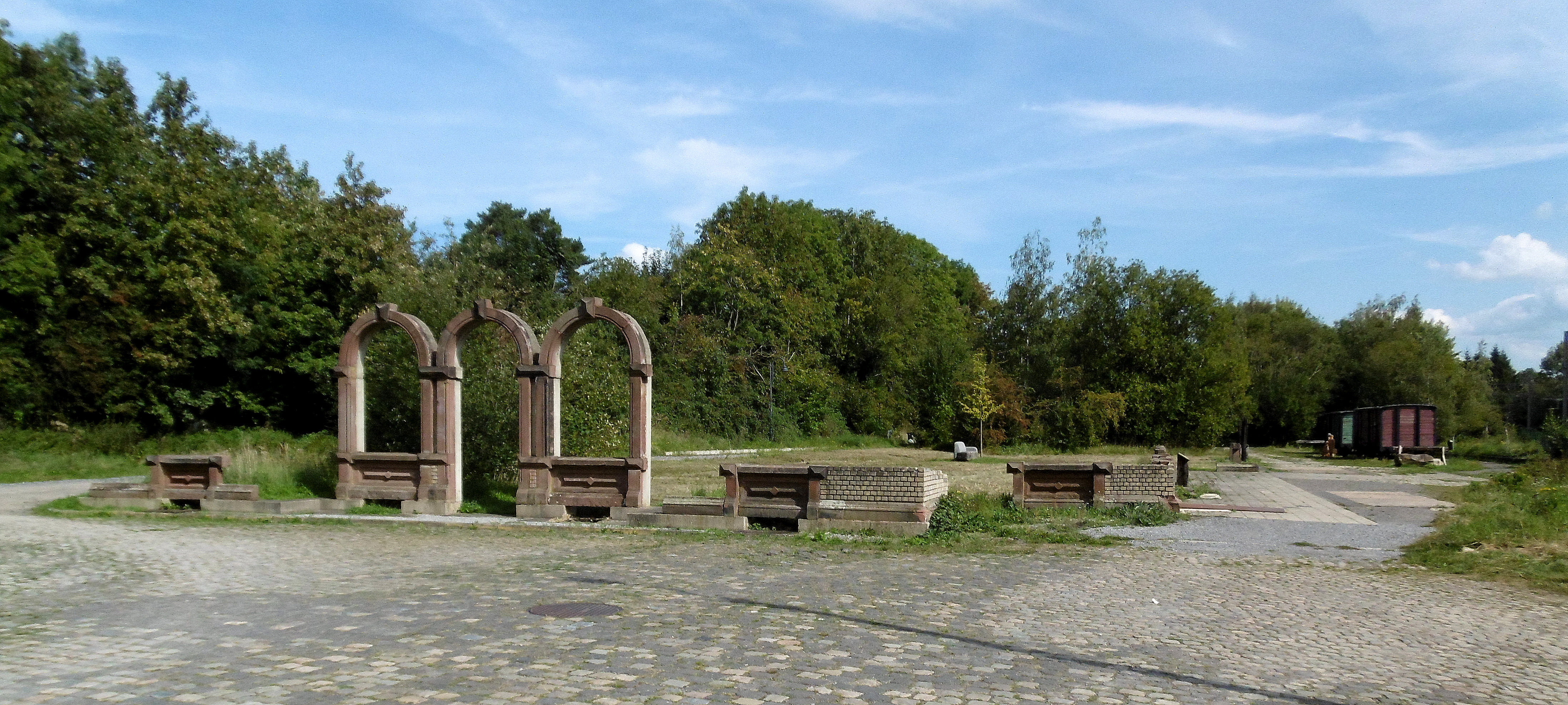
Bahnhofsgelände 2023
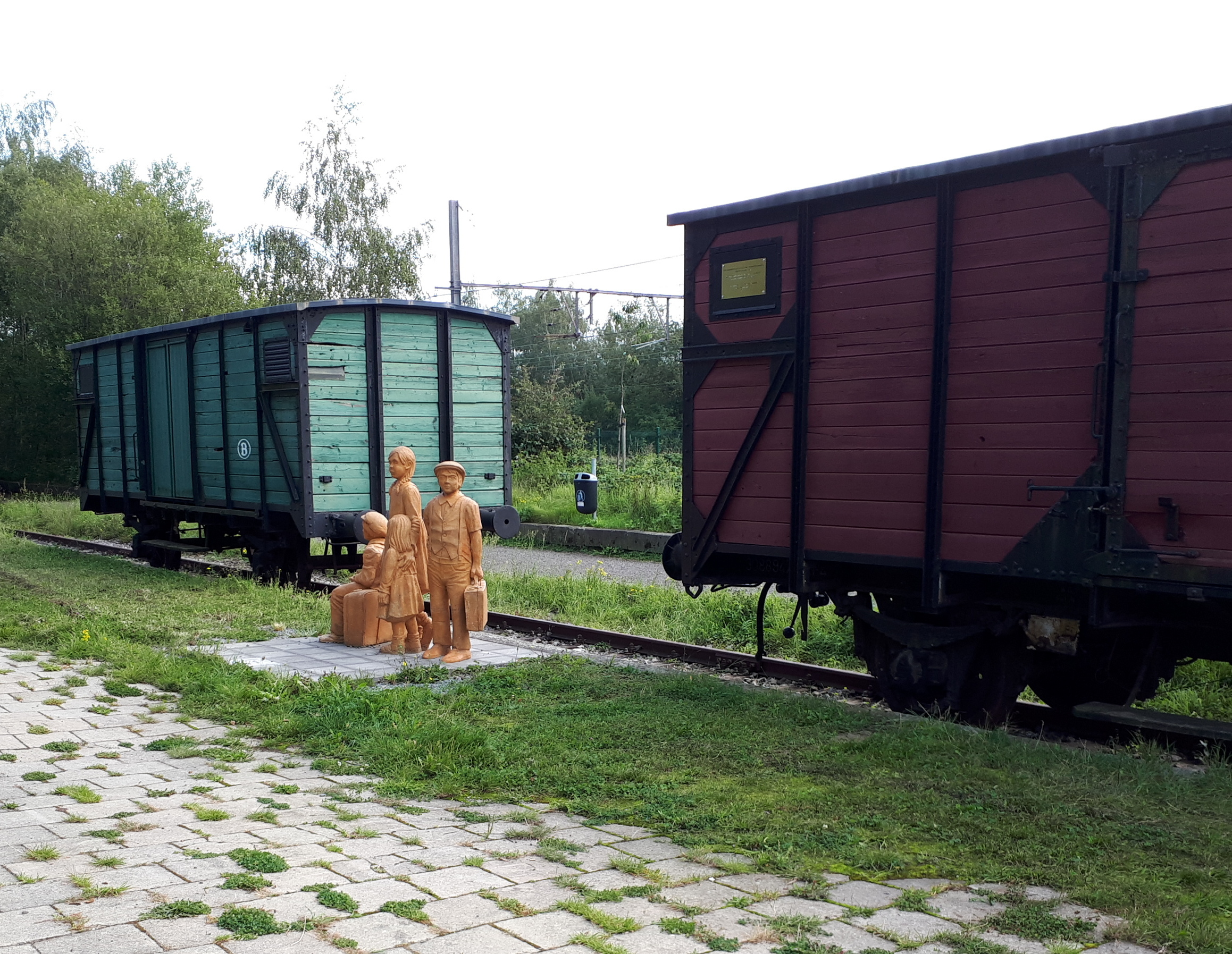
Denkmal (Waggons und Skulptur) für die jüdischen Kindertransporte
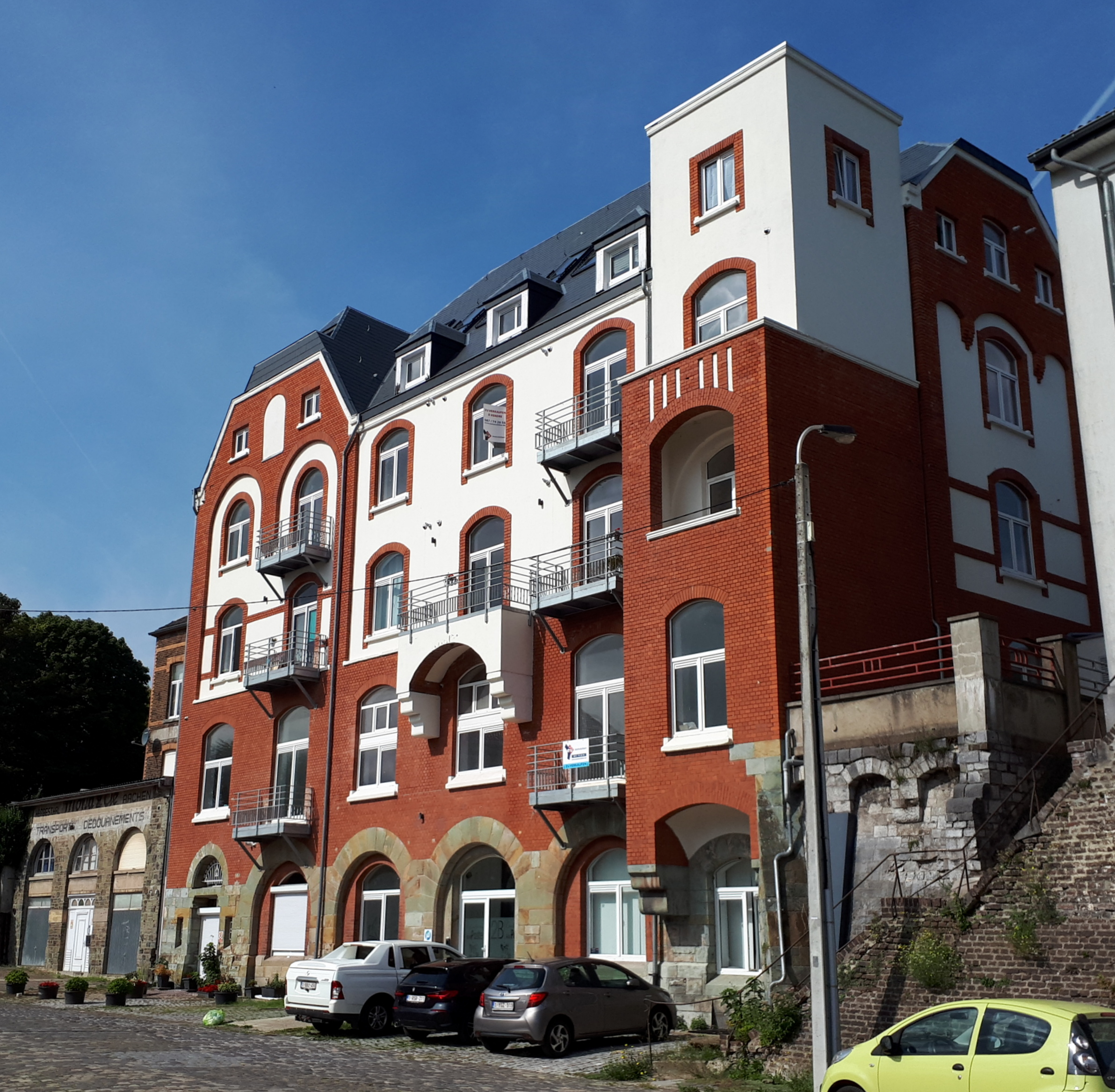
Königlich Preußisches Postsortierzentrum von 1907

## Sprachen
Herbesthal ist, wie die gesamte Gemeinde Lontzen, offiziell deutschsprachig mit Spracherleichterungen für Französischsprachige (siehe „Fazilitäten-Gemeinde“). Die Einwohner verwenden weitgehend die hochdeutsche Standardsprache in den Verwaltungen, Schulen, im Kirchenleben und in den Sozialbeziehungen. Daneben spielen Dialekte nach wie vor eine Rolle in den gesellschaftlichen Beziehungen. In Herbesthal vorherrschende Dialekte sind – wie im gesamten Kanton Eupen – Niederfränkisch und Ripuarisch. Eine Bevölkerungsminderheit ist rein französischsprachig.

## Wirtschaft

Neutralstraße Herbesthal

An der Neutralstraße, die Herbesthal von Welkenraedt trennt, liegen einige der „Belgischen Antikstraße“ zugehörige Antikläden. Größere Betriebe des produzierenden Gewerbes gibt es in Herbesthal nicht.

## Sonstiges
In seinem Buch Die Welt von Gestern berichtet Stefan Zweig in dem Kapitel „Die ersten Stunden des Krieges von 1914“, wie er in Herbesthal den Kriegsbeginn erlebt.

## Söhne und Töchter des Ortes
- Joseph Cornelius Rossaint (1902–1991), römisch-katholischer Priester, antifaschistischer Widerstandskämpfer und Hauptangeklagter im Berliner Katholikenprozess (1937). Nach ihm wurde eine Straße in der Ortschaft benannt.
- Günther Reul (1910–1985), Maler und Graphiker, ansässig in Gelsenkirchen
- Heribert Reul (1911–2008), Maler und Graphiker, ansässig in Kevelaer
- Peter Steffes (1907–ca. 1992), deutscher Radrennfahrer